# ادیت مسی
ادیت مسی (انگلیسی: Edith Massey؛ ۲۸ مهٔ ۱۹۱۸ – ۲۴ اکتبر ۱۹۸۴) یک هنرپیشه اهل ایالات متحده آمریکا بود. وی بین سال‌های ۱۹۷۰ تا ۱۹۸۴ میلادی فعالیت می‌کرد.